# Tito Carpi
Tito Carpi (* 10. Juli 1931 in Italien; † 1998) war ein italienischer Dreh- und Dialogbuchautor und Filmregisseur.

## Leben
In den 1960er-Jahren verfasste er vor allem Drehbücher zu den damals populären Italowestern. Besonders häufig war er auch in der Folgezeit für die Regisseure Enzo G. Castellari und Giuliano Carnimeo aktiv.

## Filme (Auswahl)

### Drehbuch
- 1960: Ferragosto in bikini – Regie: Marino Girolami
- 1964: I magnifici Brutos del West
- 1966: Django kennt kein Erbarmen (Pochi Dollari per Django)
- 1966: Django – Nur der Colt war sein Freund (Django spara per primo)
- 1966: Für 1000 Dollar pro Tag (Per mille dollari al giorno)
- 1967: Ric e Gian alla conquista del West
- 1967: Die Satansbrut des Colonel Blake (7 winchester per un massacro)
- 1967: Der Sohn des Django (Il figlio di Django)
- 1968: Anche nel West c’era una volta Dio
- 1968: Django – Die Totengräber warten schon (Quella sporca storia nel west)
- 1968: Django – Ein Sarg voll Blut (Il momento di uccidere)
- 1968: Django – sein letzter Gruß (La vendetta è il mio perdono)
- 1968: Django spricht das Nachtgebet (Il suo nome gridava vendetta)
- 1968: Django, wo steht Dein Sarg? (T'ammazzo!… Raccomandati a Dio)
- 1968: Einer nach dem anderen – ohne Erbarmen (Uno a uno sin piedad)
- 1968: Töte alle und kehr allein zurück (Ammazzali tutti e torna solo!)
- 1969: Sartana – Töten war sein täglich Brot (Sono Sartana, il vostro becchino)
- 1970: Bleigewitter (Reverendo Colt)
- 1970: Django und Sabata – wie blutige Geier (C'è Sartana… vendi la pistola e comprati la bara)
- 1971: Die Diamantenlady (Il diavolo a sette facce)
- 1971: Man nennt mich Halleluja (Testa t'ammazzo, croce… sei morto! Mi chiamano Alleluja)
- 1972: Beichtet Freunde, Halleluja kommt (Il West ti va stretto, amico… è arrivato Alleluja)
- 1972: Ein Halleluja für Spirito Santo (Un oomo avvisato mezzo ammazzato… Parola di Spirito Santo)
- 1972: Tedeum – Jeder Hieb ein Prankenschlag (Te deum)
- 1973: Alle für einen – Prügel für alle (Tutti per uno… botte per tutti)
- 1973: Kennst Du das Land, wo blaue Bohnen blüh’n? (Lo chiamavano Tresette… giocava sempre col morto)
- 1973: Tote Zeugen singen nicht (La polizia incrimina la legge assolve)
- 1974: Dicke Luft in Sacramento (Di Tresette ce n'è uno, tutti gli altri son nessuno)
- 1977: Mondo Cannibale, 2. Teil – Der Vogelmensch (Ultimo Mondo cannbale)
- 1977: Der Polyp – Die Bestie mit den Todesarmen (Tentacoli)
- 1982: Fluch des verborgenen Schatzes (I cacciatori del cobra d'oro)
- 1983: Metropolis 2000 (I nuovi barbari)
- 1983: Thor – Der unbesiegbare Barbar (Thor il conquistatore)
- 1984: Geheimcode: Wildgänse (Arcobaleno Selvaggio (Wild Rainbow))
- 1985: Afghanistan Connection (I giorni dell'inferno)
- 1988: Der Commander
- 1991: Bucks größtes Abenteuer (Buck ai confini del cielo)
- 1998: Mein treuer Freund Buck (Buck e il braccialetto magico)